# Erich Rügheimer
Erich Rügheimer (* 16. Februar 1926 in Nürnberg; † 24. Februar 2007) war ein deutscher Chirurg und Anästhesist sowie Lehrstuhlinhaber und Institutsdirektor in Erlangen.

## Fachliches Werden
Der Ausbruch des Zweiten Weltkriegs hinderte den fränkischen Abiturienten von 1944 daran, ein Studium aufzunehmen. Erst nach Rückkehr aus dem Krieg, an dem er in dessen letzten Monate seine Wehrpflicht bei der Luftwaffe ableistete, konnte er 1946 mit dem Studium der Medizin an der Friedrich-Alexander-Universität Erlangen beginnen. Nach dem Abschluss des Studiums mit dem Staatsexamen im Jahre 1951 erhielt er die Approbation.
Bei Otto Goetze, wo Rügheimer 1951 eine Stelle als Volontärassistent an der Chirurgischen Klinik der Universitätsklinik Erlangen erhalten hatte, wurde er 1953 mit dem Thema Über die Möglichkeiten der präoperativen Bestimmung der Operationsfähigkeit mit Hilfe der Spirografie promoviert. Im Rahmen seiner Tätigkeit als wissenschaftlicher Assistent erfolgte dort seine chirurgische Ausbildung.
Anschließend ging er unter Goetzes Nachfolger Hegemann zum Bereich der Anästhesiologie über. Hier qualifizierte er sich im Jahre 1956 zum Facharzt für Anästhesie. 1958 erreichte er auch seine Anerkennung als Facharzt für Chirurgie. 1960 wurde er Leiter der Anästhesieabteilung an der Chirurgischen Universitätsklinik und es erfolgte die Ernennung zum Oberarzt an der Chirurgischen Klinik. Im Jahre 1964 habilitierte er sich im Bereich der Anästhesiologie mit der Schrift Die Bedeutung der Vagusdurchtrennung für die pulmonalen Komplikationen nach hoher Ösophagusresektion.
Zum Vorstand der Abteilung für Anästhesiologie bei der Chirurgischen Universitätsklinik der Friedrich-Alexander-Universität Erlangen-Nürnberg wurde er am 1. April 1966 ernannt, womit auch die Position eines Extraordinarius verbunden war. Vom 1. September 1970 bis 1994 leitete er als ordentlicher Professor (Ordinarius) für Anästhesiologie die Anästhesieabteilung, die 1974 zum selbstständigen zentralen Institut für Anaesthesiologie der Medizinischen Fakultät der FAU Erlangen wurde. Nachfolger wurde 1995 Jürgen Schüttler (* 1953). Zudem war er von 1974 bis 1979 Dekan der Medizinischen Fakultät, womit von 1980 bis 1992 der Aufgabenbereich eines Baubeauftragten verbunden war. In den Jahren 1980 und 1981 bekleidete er auch das Amt des Geschäftsführenden Direktors des Universitätskrankenhauses. 1994 wurde er Professor emeritus.

## Gesellschaftliche Funktionen
Außerhalb der Universität betätigte er sich im Rahmen der Deutschen Gesellschaft für Anästhesiologie und Intensivmedizin (DGAI) als Präsident in den Amtsperioden 1973/1974 und erneut 1979/1980. Bei der Deutschen Forschungsgemeinschaft (DFG) betätigte er sich als Fachgutachter in den Jahren von 1984 bis 1992. Im September 1980 richtete er den 7. Weltkongress der Anästhesiegesellschaften als Präsident in Hamburg aus, was gleichzeitig eine internationale Anerkennung seiner bisher fachlich geleisteten Arbeiten bedeutete. Dieser Kongress war und blieb bisher der einzige seiner Art in Deutschland. Von 1980 bis 1984 war Rügheimer Vizepräsident des Weltbundes der Anästhesiegesellschaften (WFSA).
Weiter stellte er sich dem Bundesministerium der Verteidigung von 1979 bis 1998 dem Wehrmedizinischen Beirat zur Verfügung. Dem ADAC-Ärztekollegium gehörte er von 1978 bis 2001 an.

## Wissenschaftliche Tätigkeiten
Er betätigte sich sowohl mit wissenschaftlichen Problemen und experimentellen Fragestellungen auf dem Gebiet der klinischen Pathophysiologie. Einer der Schwerpunkte seiner Aufgabenstellungen waren die Behandlung des akuten Versagens der Lunge bei chirurgischen Patienten und die Beherrschung des Schocks nach eingetretener Sepsis oder nach Trauma.
Zu diesem Zweck entwickelte er verschiedene klinische Methoden zur Anwendung von Geräten zur Beatmung und der damit verbundenen Atemtherapie. Weiterhin beschäftigte er sich mit den dazugehörenden Fragen der prolongierten Intubation, Tracheotomie, des Tetanus und der Elektronarkose. Eine von ihm entwickelte flexible Trachealkanüle ist nach Rügheimer benannt.
Rügheimer entwickelte eine der ersten „künstlichen Nasen“ zur Feuchtigkeits- und Wärmeerhaltung bei der Beatmung. Von ihm stammt auch ein Sicherheitssystem zur Verhütung von Diskonnektionen in Beatmungssystemen.
Er vertiefte sich auch intensiv in die Weiterentwicklung der Anästhesie, wo man besonders sein Engagement als „Leuchtturmfunktion“ lobend anerkannte. Als neues Weiterbildungskonzept etablierte er ein sogenanntes Propädeutikum und veranstaltete Symposien, Workshops und Seminare. Die Problemstellungen des Monitoring, der Aufwachphase nach der Narkose, der Vorbereitung der Anästhesie, die Probleme der Ernährung und weitergehende Narkosefragestellungen beschäftigten ihn, wobei die Frage der Sicherheit der Anwendung der Anästhesie immer aktuell blieb und angepasste Konzepte erforderte.

## Auszeichnungen und Ehrungen
- 1984: Korrespondierendes Mitglied der Österreichischen Gesellschaft für Anästhesiologie, Reanimation und Intensivtherapie
- 1984: Bundesverdienstkreuz am Bande
- 1994: Ehrenmitglied der Deutschen Gesellschaft für Anästhesiologie und Intensivmedizin

## Veröffentlichungen (Auswahl)
- mit J. Himmler und K. Greiner: Einfluß von Ethrane auf die Atmmung. In: Praktische Anästhesie. Band 9, 1974, S. 87–92.
- als Hrsg. mit Dieter Heitmann: Die Neuroleptanalgesie. Bilanz einer Methode. Stuttgart 1975.
- als Hrsg. mit Friedrich Wilhelm Ahnefeld, Hans Bergmann, Caius Burri, Wolfgang Dick und M. Halmagyi: Der Risikopatient in der Anästhesie 2. Respiratorische Störungen (= Klinische Anästhesiologie und Intensivmedizin. Band 12). Springer, Berlin / Heidelberg / New York 1976.
- mit Theodor-Otto Lindenschmidt und Hans Willenegger: Praxis der Schockbehandlung. Stuttgart 1983.
- als Hrsg. mit Friedrich Wilhelm Ahnefeld,  K.-H. Altemeyer, H. Bergmann, Caius Burri, Wolfgang Dick, Miklós Halmágyi und G. Hossli: Narkosebeatmung im Kindesalter (= Klinische Anästhesiologie und Intensivtherapie. Band 26). Springer-Verlag, Berlin 1983, ISBN 3-540-12493-4.
- als Hrsg.: Intubation, Tracheotomie und bronchopulmonale Infektion. Internationales Erlanger Anästhesie-Symposion, 17. bis 19. Juni 1982. Springer-Verlag, Berlin / Heidelberg / New York / Tokyo 1982, ISBN 3-540-12365-2, 1983.
- Notwendiges und nützliches Messen in Anästhesie und Intensivmedizin. Berlin 1985.
- Anästhesie für Operationen im Kopfbereich. 1988.
- mit Thomas Pasch: Vorbereitung des Patienten zu Anästhesie und Operation. Risikoerfassung, optimierende Therapie, Prämedikation. 1988.
- Klinische Forschung am Beispiel des akuten Lungenversagens. Erlangen 1989.
- Konzepte zur Sicherheit in der Anästhesie I. Fehler durch Mensch und Technik. 1990.
- mit Harald Mang und Klaus Tschaikowsky: New Aspects on Respiratory Failure. New Jersey 1991.
- Risiken durch Pharmaka. 1993.
- mit M. Dinkel: Neuromonitoring. 1994.
- als Hrsg.: Respiratorische Therapie nach operativen Eingriffen. 6. Erlanger Anästhesie-Symposion 17. bis 19. Juni 1993. 1995.